# Murakami (Niigata)
Murakami (村上市?, Murakami-shi) è una città giapponese della prefettura di Niigata.